# Conector dock
Um conector dock é um conector que usado para conectar dispositivos eletrônicos móveis de a computadores ou a fontes de energia. Os conectores dock carregam sinais de áudio e vídeo, dados e de energia através de um único conector de 30 pinos, para simplificar o processo de conexão do dispositivo móvel. Um conector dock pode ser incorporado em um dispositivo mecânico usado para apoiar ou alinhar o dispositivo móvel ou pode ser no final de um cabo.
O conector dock foi originalmente associado com laptops, mas outros dispositivos móveis utilizam o conceito.

## Conector de 30 pinos - Apple

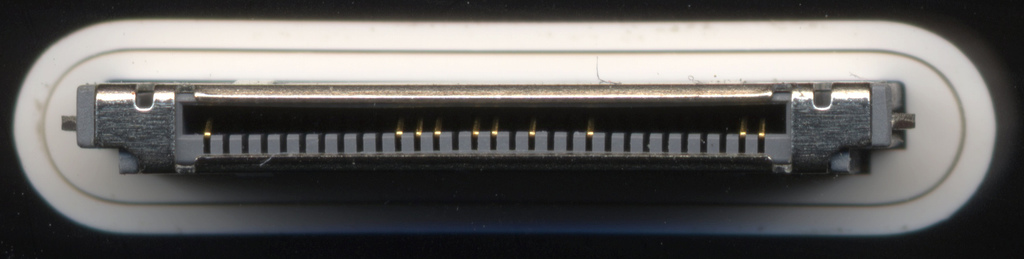
Um conector de 30 pinos da Apple Inc.

A popularidade do iPod da Apple Inc. trouxe o conector dock original para o uso comum, conectando dispositivos como os iPod "Classic", iPhones até o 4S e iPads até a 3a geração aos computadores (tanto notebooks quanto desktops) via entrada USB ou mais antigamente FireWire.

### Descontinuação e sucessão

Conector Lightning

No dia 21 de Setembro de 2012, com a introdução do iPhone 5 ao mercado foi apresentado o sucessor do conector dock, o conector Lightning que, além de ser reversível (pode ser conectado de ambos os lados), é 80% menor que seu predecessor.